# Plagiodera atmanama
Plagiodera atmanama es una especie de insecto coleóptero de la familia Chrysomelidae, descrita en 1982 por Daccordi.